# Memorias de un cuerpo que arde
Memorias de un cuerpo que arde (englischer Festivaltitel Memories of a Burning Body) ist ein costa-ricanisch-spanischer Film unter der Regie von Antonella Sudasassi Furniss aus dem Jahr 2024. Der Film hatte auf der Berlinale im Februar 2024 seine Weltpremiere in der Sektion Berlinale Panorama und gewann in dieser Sektion den Publikumspreis.

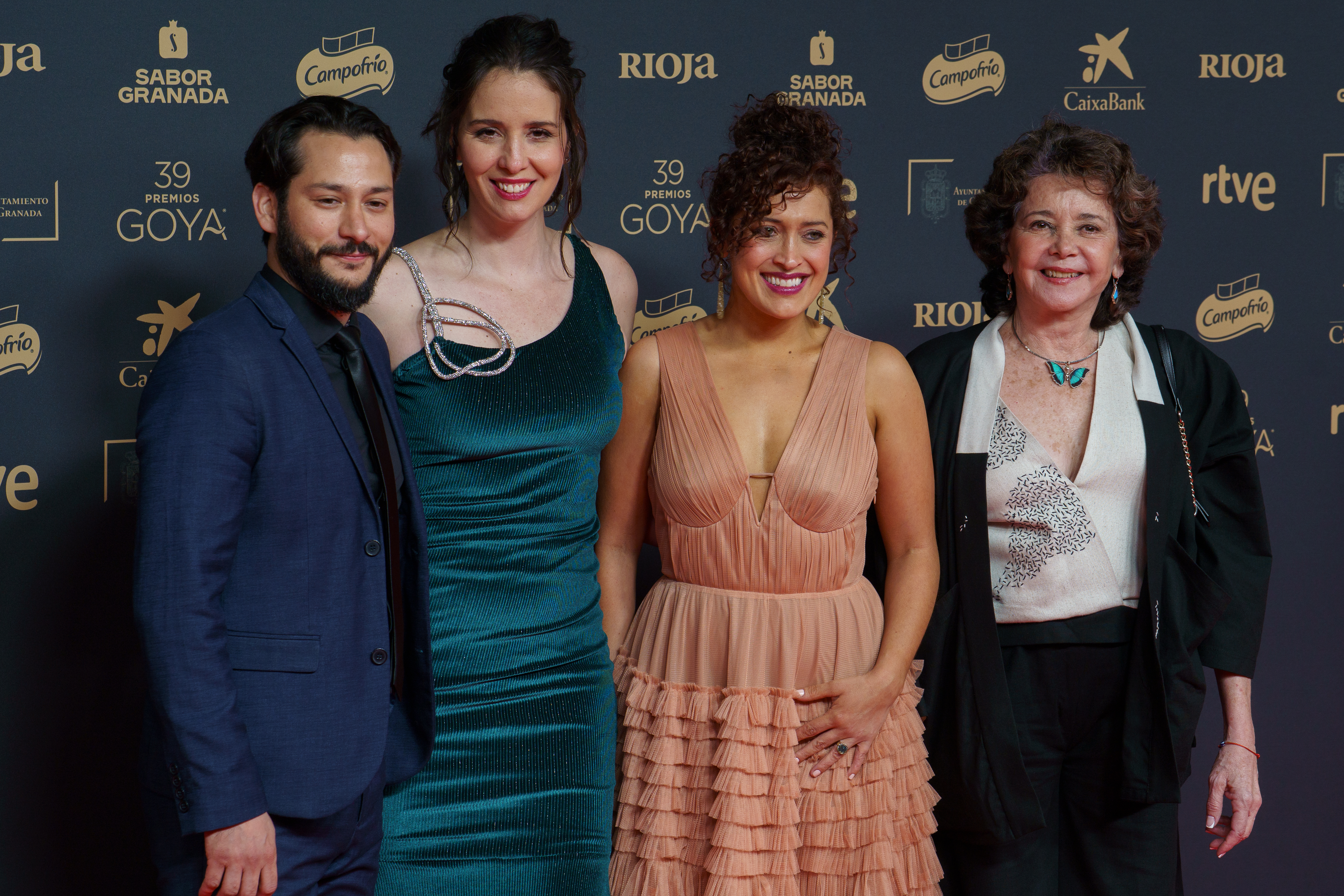
Crew of Memories of a Burning Body attending the 39th Goya Awards.

## Handlung
Während die Umwelt von Ana (68), Patricia (69) und Mayela (71) kaum noch Notiz nimmt, entdeckt die Regisseurin, wie die Frauen ihre Sexualität verstehen und genießen. Falten, graue Haare und Altersflecken hindern sie nicht daran. Nimmt ihre Lust ab? Was hat sich verändert? Aufgewachsen in einer Zeit voll Repressionen und Tabus, fanden sie durch Unausgesprochenes zu ihrer Weiblichkeit. Jetzt verschmelzen ihre Stimmen im Körper einer einzigen Frau, die stellvertretend Erinnerungen, Geheimnisse und nie geäußerte Wünsche auf poetische Weise nach außen trägt.

## Produktion

### Filmstab
Regie führte Antonella Sudasassi Furniss, von der auch das Drehbuch stammt. Es ist ihr zweiter Langfilm. Ihr Erstling El despertar de las hormigas feierte seine Weltpremiere bei den Internationalen Filmfestspielen Berlin 2019 in der Reihe Forum. Die Regisseurin erklärte in ihren Regienotizen, der Film sei ein kollektiver Aufschrei. Das mutige Erzählen intimer Geschichten erinnere an den langen Weg, der aus der Jugendzeit der Frauen ins 21. Jahrhundert führe und leiste einen Beitrag zum Verständnis der Gegenwart. Der Film feiere den weiblichen Körper und die Sexualität im weitesten Sinn.
Die Kameraführung lag in den Händen von Andres Campos, die Musik komponierte Juano Damiani und für den Filmschnitt war Bernat Aragonés verantwortlich.
Die Stimmen von Ana (68), Patricia (69) und Mayela (71) sind im Original zu hören.

### Produktion und Förderungen
Die Regisseurin fungierte auch als Produzentin. Produktionsfirmen waren PlayLab Films (Spanien) und Substance Films (Costa Rica). Gefördert wurde der Film von IBERMEDIA, dem Institut Català de les Empreses Culturals ICEC und dem Fondo El Fauno de Costa Rica.

### Dreharbeiten und Veröffentlichung
Gedreht wurde in ab November 2022 in Costa Rica, die Postproduktion fand in Spanien statt. Der Film feierte im Februar 2024 auf der Berlinale seine Weltpremiere in der Sektion Berlinale Panorama.

## Kritiken
Robert Daniels rezensierte Memorias de un cuerpo que arde für rogerebert.com und gab zu Protokoll, dass der Film von Sudasassi Furniss sich in seine Erinnerung eingegraben habe. Er lobte die Inszenierung mit reizvoller Vorstellungskraft und leuchtenden Bildern. Sein Fazit lautete: „Das Frauen-Trio spricht offen und geistreich, liefert genauso viele spitze Bemerkungen, die Gelächter erzeugen, wie Realitäten, die einen mit Horror zusehen lassen. Aber das erfüllendste an Furniss’ Film ist es, diese Frauen über die Freiheit – sexuell oder anderweitig – sprechen zu hören, die sie spät im Leben gefunden haben. Sie klingen alle selbstbewusst, herausfordernd und weise – uns in der kurzen Spanne von 80 Minuten daran erinnernd, dass der Anfang eines Lebens nicht dessen Ende verderben muss.“
Ähnlich bewertete Georgie del Don den Film. Sie fand ihn nie pessimistisch, sondern vielmehr überraschend humorvoll und zieht das Fazit: „Intelligent, resilient and incredibly sincere, the voices inhabiting this film show us that it’s never too late to reinvent ourselves and to finally take back control of our destiny“ (Deutsch: „Die Stimmen in diesem Film zeigen uns auf intelligente, widerständige und unglaublich ehrliche Weise, dass es nie zu spät ist, sich neu zu erfinden und uns die Kontrolle über unser Schicksal endlich zurückzuholen“).
Für das Portal Otrocines beschrieb Diego Battle den Film als „[…] wunderschönes und einfühlsames Werk über die Schwesternschaft und die Ermächtigung von Frauen, die zu lange geschwiegen und sich den an sie gestellten Erwartungen unterworfen haben und nun endlich die Gelegenheit haben, ihre Wahrheiten preiszugeben und ihre tiefsten Gefühle zurückzufordern.“ Er betonte, dass die Erlebnisse und Anekdoten der drei Frauen herzzerreißend, liebenswert und sympathisch seien und den emotionalen Kern des Films bilden würden, kritisierte jedoch den engen räumlichen Rahmen, in dem Sol Carballo – nur von einigen Rückblenden unterbrochen – den ganzen Film über spielen müsse.

## Auszeichnungen und Nominierungen
- 2024: Publikumspreis der Sektion Panorama bei den Internationalen Filmfestspielen in Berlin